# Upplands runinskrifter 901
Upplands runinskrifter 901 stod ursprungligen i Läby väster om Uppsala, förmodligen vid ett brofäste.
Dess pendang, Västerbystenen, står ännu kvar på sin plats. Stenen U 901 blev däremot sönderslagen. De största bitarna murades in i en källare i trakten. Efter minst 275 år i källaren revs källaren 1939 och bitarna av U 901 togs ut och placerades på Statens historiska museum. Därifrån fördes de 1988 till Umeå universitet och sammanfogades. Ett stort brottstycke av stenen fattas.
Möjligen ristades stenen av Åsmund Kåresson, en känd runristare som arbetade i Uppland under första halvan av 1000-talet.

## Inskriften
Translitterering av runraden:
... ...arl ' uk ihulbiurn ' litu rita stono þisa ' uk| |kirua bru þisa ' at iafur faþur si... ... (h)ialbi ont hos
Normalisering till runsvenska:
... [K]arl ok Igulbiorn letu retta stæina þessa ok gærva bro þessa at Iofur, faður si[nn] ... hialpi and hans.
Översättning till nusvenska:
... Karl och Igulbjörn läto resa dessa stenar och göra denna bro efter Jovur, sin fader ... hjälpe hans ande.